# Scrapple
El scrapple es tradicionalmente un mush (pudin espeso) de despojos y recortes de cerdo mezclados con cornmeal (maíz molido grueso) y harina, a menudo de alforfón, y especias. Es parecido al pon haus, que emplea solo el caldo de carne cocinada. Al mush se le da forma de bloque semisólido, que se sirve cortándolo en rodajas y friéndolas. Los restos de carne sobrantes del despiece, que no se usaban ni vendían de otra forma, se aprovechaban para el scrapple.
El scrapple es más conocido como receta regional de los estados del Atlántico Medio de Estados Unidos (Delaware, Pensilvania, Nueva Jersey y Maryland). El scrapple y el pon haus suelen considerarse recetas étnicas de los holandeses de Pensilvania, incluyendo los menonitas y los amish. Se encuentra en supermercados de toda la región, tanto fresco como congelado.

## Composición
El scrapple suele hacerse con despojos de cerdo, como la cabeza, el corazón, el hígado y otros, que se cuecen con hueso (la cabeza, a menudo entera) para obtener un caldo. Tras esto, se descartan la grasa y los huesos, cociendo cornmeal seco en el caldo para obtener un mush. La carne, picada fina, se devuelve a la olla y se condimenta, típicamente con salvia, tomillo, ajedrea, pimienta y otras especias. El mush se moldea en bloques y se deja enfriar hasta que cuaja. Las proporciones y condimentos cambian en función de la región y el cocinero.
Algunos fabricantes han presentado variedades de ternera y pavo, que mantienen el color tradicional procedente de la base original de hígado de cerdo. También se encuentran recetas caseras de scrapple de pollo y pavo.

## Preparación

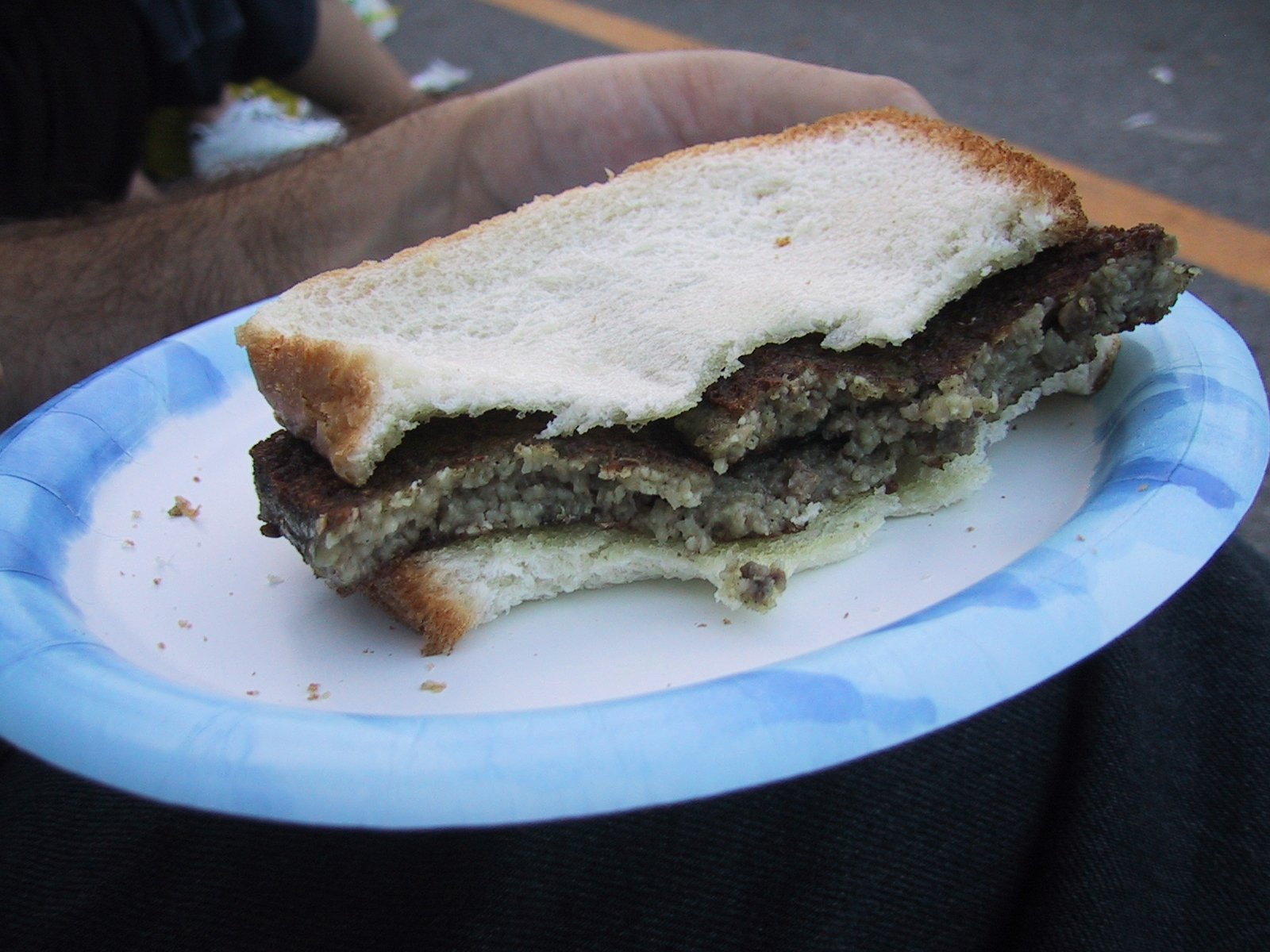
Sándwich de scrapple en la feria estatal de Delaware.

El scrapple suele cortarse en rodajas de medio a 2 cm de grosor, friéndolas en sartén con mantequilla o aceite hasta que forman una corteza dorada. A veces enharina antes.
Se toma habitualmente para desayunar, pudiendo servirse solo o con sirope de Lieja, kétchup, jalea, jarabe de arce, miel o incluso mostaza, y se acompaña con huevos, patatas o panqueques. En algunas regiones como Nueva Inglaterra, el scrapple se mezcla con huevo revuelto y se sirven en una tostada. En la zona de Filadelfia, el scrapple a veces se fríe y se hace puré con huevos fritos, rábano picante y kétchup.

## Historia y popularidad regional
El scrapple es quizá la primera receta de cerdo inventada en Estados Unidos. Su ancestro culinario es el plato bajo alemán llamado panhas, que fue adaptado para aprovechar los ingredientes disponibles localmente, y aún se llama panhoss o pannhas en algunas zonas de Pensilvania. Las primeras recetas fueron creadas hace más de 200 años por los colonos holandeses asentados cerca de Filadelfia y Chester County en los siglos XVII y XVIII. Como resultado, el scrapple está fuertemente relacionado con Filadelfia, Baltimore, Washington D. C. y las zonas cercanas al este de Pensilvania, Nueva Jersey, Maryland, Delaware y la península Delmarva.
En composición, preparación y sabor, el scrapple es parecido al white pudding popular en Irlanda, Escocia y parte de Inglaterra y al más picante hog's pudding del West Country inglés.
En Texas, debido a la gran afluencia de inmigrantes alemanes, el uso del panhaus o pannaus sigue estando presente en comunidades de origen alemán, como New Braunfels y alrededores. Con los modernos procedimiento de refrigeración y envasado, el pannaus se encuentra en muchas tiendas de alimentación y carnicerías.